# Кардам, князь Тырновский
Кардам Саксен-Кобург-Готский, князь Тырновский, герцог Саксонский (болг. Кардам Търновски; 2 декабря 1962, Мадрид — 7 апреля 2015, Мадрид) — старший сын последнего царя Болгарии Симеона II и его жены, доньи Маргариты Гомес-Асебо-и-Сехуэла. Родители Маргариты были убиты в 1936 г. республиканцами-марксистами в самом начале Гражданской войны в Испании.

## Биография
Принц Кардам родился в Мадриде и был крещён в православную веру. Имя своё он получил в честь болгарского хана Кардама. Хотя он родился уже после упразднения в 1946 году монархии, монархистами считался наследным принцем Болгарского престола. Был известен также как Кардам Болгарский и Кардам Тырновский, причём последний титул даровался наследникам болгарского трона.
Образование получил в университетах США: после окончания факультета философии и международной экономики в университете «Кларк» продолжил обучение и получил степень в области экономики сельского хозяйства; в Пенсильванском университете прошёл специализацию по агропромышленности и гидромелиорации. С 1989 года работал в Буэнос-Айресе в многонациональной агропромышленной компании «Фаунтинхед груп» (англ. The Fountainhead Group). Затем перебрался в США, где работал в компании GIC (англ. GIC Agricultural Group) сельскохозяйственным экономистом. Коммерческий директор телекоммуникационной компании «Телефоника Мовилес Интерконтиненталь» (исп. Telefónica Móviles Intercontinental), генеральный директор проектов UMTS.  
15 августа 2008 года принц Кардам и его супруга попали в ДТП на 42-м километре автострады N-1. Вылетев на обочину, их автомобиль «Ягуар» врезался в дерево и перевернулся. В тяжёлом состоянии Кардам был доставлен в больницу «12 Октября», где у него была диагностирована серьезная черепно-мозговая травма и повреждение обеих рук, позднее он был помещен в состояние искусственной комы.
Князь Кардам скончался 7 апреля 2015 года в мадридской больнице «Санчинарро» «от легочной инфекции, которая возникла из-за того, что он долго находился без движения».
Соболезнования семье выразили премьер-министр Болгарии Бойко Борисов, король Испании Филипп VI, а также другие представители европейских королевских домов.

## Брак и дети
11 июля 1996 года в Мадриде Кардам женился на геммологе и историке донье Мириям де Унгриа Лопес (англ., род. 2 сентября 1963, Мадрид), дочери дона Бернардо де Унгриа и Гоубури и доньи Марии дель Кармен Лопес и Олеага. У супругов было двое сыновей, которые являются первым и вторым в линии наследования Болгарского престола:
- Борис (род. 12 октября 1997, Мадрид), князь Тырновский, герцог Саксонский — наследник Болгарского царского престола после смерти отца;
- князь Белтран (род. 23 марта 1999, Мадрид).

Кардам был крёстным отцом греческого принца Aхилеса-Андреаса, внука свергнутого короля Греции Константина II.